# Simplicia obscura
Simplicia obscura är en fjärilsart som beskrevs av Louis Beethoven Prout. Simplicia obscura ingår i släktet Simplicia och familjen nattflyn. Inga underarter finns listade i Catalogue of Life.